# Хахольд I Хахот
Хахольд (I) из рода Хахот (венг. Hahót nembeli (I.) Hahót)), также известный как Хахольд Великий (лат. Magnus Hahold); годы рождения и смерти не известны) — немецкий рыцарь-наёмник, возможно, из Тюрингии, который обосновался в Королевстве Венгрия. Став членом венгерской знати, он стал первым членом рода Хахот, таким образом, он также был родоначальником могущественной семьи Банфи де Альсолендва позднего средневековья.

## Происхождение
Согласно Венгерской иллюстрированной хронике XIV века, клан Хахот поселился в Венгрии в правление короля Иштвана IV, сына Белы II, чтобы оказать первому помощь в борьбе за престол. Хахоты происходили от графов Орламюнде.
Согласно гесте венгерского магистра Акоша, Хахольд был потомком графов Веймар-Орламюнде. Первым членом семьи был Оттон I, маркграф Мейсена, который правил этой территорией в 1060-х годах. Историк Элемер Малюш утверждал, что хронисту Акошу эта семья была знакома, потому что дочь короля Белы I София была помолвлена с маркграфом Вильгельмом, братом Оттона, в 1062 году, а затем вышла замуж за их племянника Ульрика. Акош также написал, что первоначальное имя Хахольда (или Хахота) было Хадольх, но венгерские дворяне не могли правильно произнести его во время его прибытия в королевство.
Шимон из Кезы, венгерский хроник короля Ладислава Куна, назвал род Хахотов «Buzad autem generatio de Mesn originem trahit, nobiles de district Wircburg» в своем значительном труде «Gesta Hunnorum et Hungarorum» (1280-е годы). Историк Янош Карачоньи идентифицировал Вирцбург как Марбург в марке Штирия (сегодня Марибор, Словения), в то время как Месн, по его утверждению, был идентичен близлежащему Мессендорфу. Малюш отверг теорию Карачоньи и отождествил два географических названия с Вартбургом и Мейсеном в Тюрингии (маркграфство Мейсен), отметив, что ни одно из них не было частью владений дома Веймар-Орламюнде, который правил Мейсеном с 1046 по 1067 год. Эндре Тот попытался реконструировать происхождение названия. родство основано на распространении имени Хахольд в немецкоязычных районах. Близ Фрайзинга это имя относительно часто использовалось с 8-го века, кроме того, оно появилось вместе с именем Арнольд в 13-м веке, которое также использовалось в течение четырёх поколений в роду Хахот.

## Прибытие в Венгрию
Когда Иштван III был коронован королем Венгрии в начале июня 1162 года, вскоре после смерти своего отца Гезы II, два его дяди, братья Гезы, Ладислав и Иштван, которые бежали ко двору Византийской империи, оспорили его право на корону. Вскоре император Мануил I Комнин предпринял экспедицию против Венгрии, чтобы поддержать на королевский престол Ладислава II. После его внезапной смерти ему наследовал его младший брат Иштван IV. «Венгерская иллюстрированная хроника», основанная на хронисте Акоша, писала, что Хахольд прибыл в Венгрию в начале 1163 года по приглашению короля Иштвана, чтобы оказать помощь в подавлении восстания клана Чак, которые поддерживали его соперника-тезку. Поскольку описание («сын Белы II») соответствует анти-королю Иштвану IV, историк Дьюла Паулер утверждал, что Хахольд был сторонником старшего Иштвана (IV) в борьбе за трон против его племянника (Иштвана III), который бежал в Австрию. Чтобы устранить несоответствие между немецким происхождением Хахольда и спонсируемым Византией Иштваном, он утверждал, что Хахольд уже поселился в Венгрии во время позднего правления Гезы II.
И Янош Карачоньи, и Элемер Малюш отвергли этот подход. Они утверждали, что Хахольд и его войска приняли участие в разгроме мятежного Иштвана IV в 1163 году, который получил помощь от некоторых кланов, в том числе от Чаков, в дополнение к Византийской империи. Соответственно, во время своего краткого изгнания в Австрии Иштван III мог рассчитывать не только на возросшее число своих сторонников против своего непопулярного дяди, но и на помощь наёмных рыцарей, завербованных в Германии, включая Хахольда, чьи силы успешно разбили клан Чак и разрушила их крепость Чаквар. Малюш также добавил, что если бы Хахольд был приглашен в Венгрию Иштваном IV, который потерпел решительное поражение в битве при Секешфехерваре 19 июня 1163 года, он не смог бы сохранить полученные поместья, а также интегрироваться в венгерскую знать. А Эндре Тот рассматривает урегулирование Хахотов и разгром клана Чак как два отдельных события, и последнее лишь ознаменовало первое заметное присутствие Хахотов в национальной политике.
Тем не менее, после победы короля Иштвана III над своим дядей и Византийской империей Хахольд остался в Венгрии, получил земельные пожертвования и поселился в комитате Зала, недалеко от австрийской границы. Хахот, названный в честь Хахольда и его сородичей (который позже обычно называли Бузад в честь его влиятельного внука Бузада II), стал их центром, где его внук Арнольд I (магистр Акош неправильно назвал его сыном Хахольда I, опустив Бузада I и Хахольда II) основал семейный монастырь в the kindred, посвященный святой Маргарите, в первом триместре 13-го века. Также возможно, что Хахольд уже владел Пелешке, позже ставшим резиденцией ветви Арнольдов его клана. В дополнение к родству Чани (или Чани), Сабари, Сейтери и Хахоти, могущественная дворянская семья Банфи де Алсолендва, которая процветала до 1645 года, происходила от рыцаря Хахольда. Самым последним потомком рода Хахольда по мужской линии был Ласло Чани (1790—1849), который был казнен за свою роль в Венгерской революции 1848 года.